# 若杉要

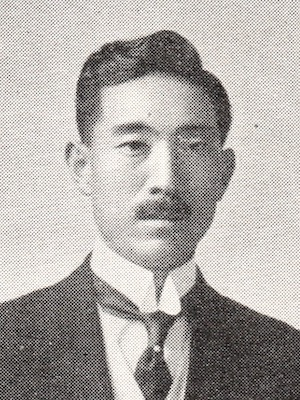
1920年的若杉要

若杉要（1883年7月9日—1943年12月9日）是一位日本外交官。

## 生平
1883年出生于日本熊本县，1906年毕业于东亚同文书院，1911年毕业于俄勒冈州立大学，1914年毕业于纽约大学。1917年通过高等文官试验，先后担任日本驻英国大使馆三等书记官、日本驻洛杉矶领事馆领事、日本外务省书记官第二课长、同第一课长、日本驻英国大使馆二等书记官、同一等书记官、日本驻旧金山领事馆总领事、中华民国公使馆一等书记官、同大使馆参事官、日本驻上海领事馆总领事。1936年日本驻纽约领事馆总领事。1940年辞职，1941年被任命为特命全权公使派遣至美国就偷袭珍珠港进行交涉。

## 家庭
- 儿子若杉弘是一位指挥家。[2]